# Danielle Boissé
 (février 2018).
Si vous disposez d'ouvrages ou d'articles de référence ou si vous connaissez des sites web de qualité traitant du thème abordé ici, merci de compléter l'article en donnant les références utiles à sa vérifiabilité et en les liant à la section « Notes et références ».
Danielle (Dani) Boissé, née en Touraine près d’Amboise en 1947, de parents français, est un peintre et un auteur franco-américain.

## Biographie
Émigrée au Canada puis aux États-Unis pendant sa petite enfance, Dani Boissé fait ses études à Bristol Eastern High School puis
à l'université de Quinnipiac et enfin à la Wadsworth Atheneum Art School. Tout en gardant la nationalité française elle sera naturalisée citoyenne américaine en 1961.
Désireuse de retrouver ses racines françaises, elle quitte les Amériques en 1975 et s'installe avec son époux et son fils dans le Tarn-et-Garonne où elle lance sa carrière d'artiste peintre.
Elle fera un retour aux USA en 1998 pour un poste d’un an, en tant que professeur d’arts plastiques à la Lighthouse Gallery & School of Art, à Tequesta en Floride.
Danielle Boissé habite Perpignan,.

## Publications
Aux éditions Cap Béar
- L’Artichaut, Or vert du Roussillon, 2006. Livre de cuisine, textes et aquarelles de l’auteur (co-auteur Éliane Comélade, pour les recettes)

Aux Presses littéraires
- Le Mystère du triangle, polar, 2007 (traduit en américain par Joan Pengilly, The Triangle Mystery)
- Le Poète assassin, polar, 2008 (traduit en américain par Joan Pengilly, The Poet Assassin)
- La Vieille Dame aux grenats, polar, 2009
- Le Trésor du torero, polar, 2010
- Chutes libres, recueil de nouvelles à chutes, 2012 (traduit en catalan par Maria Lladó Pol, Caigudes Lliures). Prix du Group artistique et poétique du Roussillon, 2013[3]
- Les Sorciers d’Opoul, polar, 2013[4]

Aux éditions Lucien Souny
- L’Auberge du martin-pécheur, roman, 2014[5]
- Les Amis du docteur Massat, roman, 2015 (repris par Le Grand Livre du mois). Grand prix roussillonnais des écrivains, 2016[6],[7],[8]
- La Nuit de la chouette, roman, 2017[9]
- La Gamine au débardeur rouge, polar, 2018 (sous le nom de plume Brenda Lee O’Ryan[10] ; traduit en américain par l’auteur, The Girl in Red)[11]